# Farmàcia

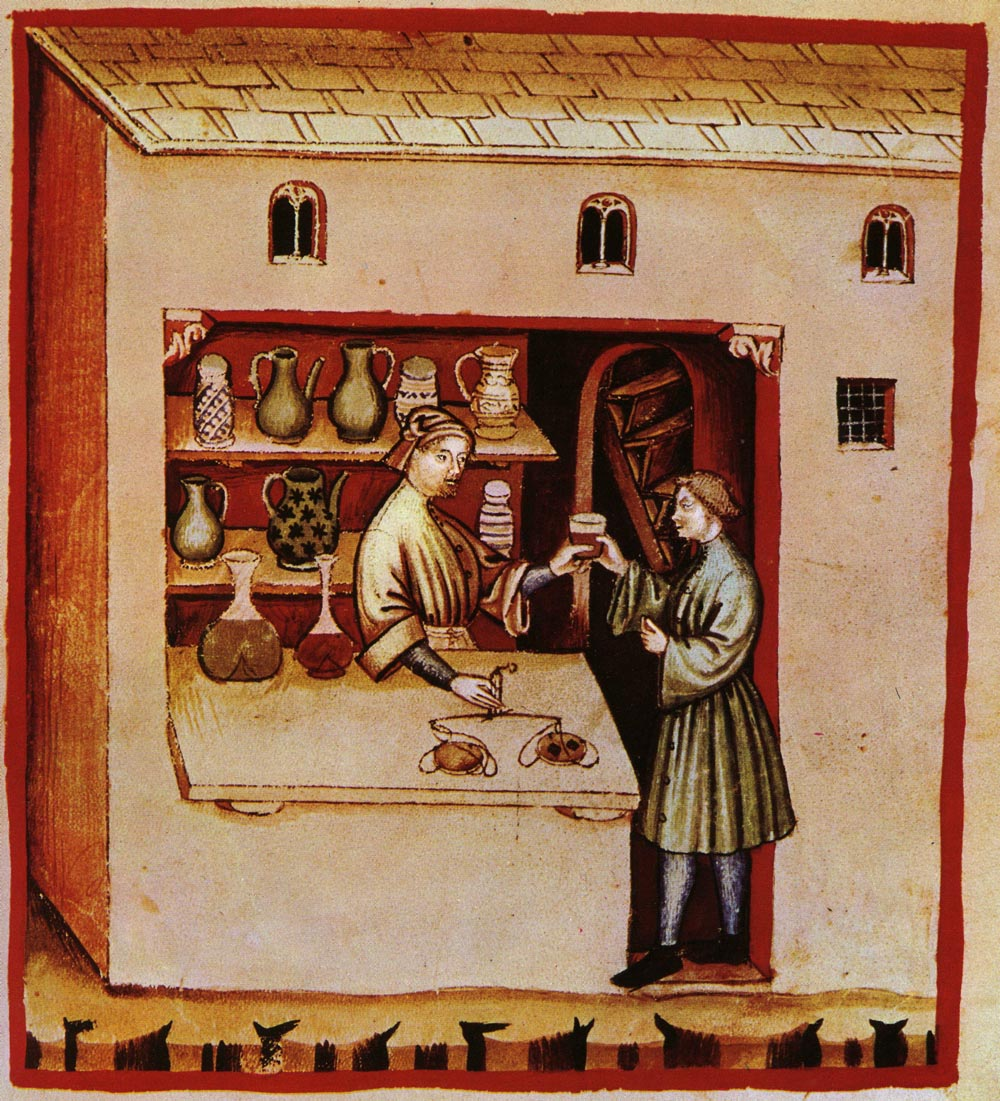
Dispensació de medicaments

La farmàcia (del grec φάρμακον /fármakon/, medicament) és la ciència i pràctica de la preparació, conservació, presentació i dispensació de medicaments, també el lloc on es preparen els productes medicinals i el lloc on es dispensen, però l'espai físic és millor anomenar-lo oficina de farmàcia (antigament anomenat apotecaria) per distingir el concepte de ciència i pràctica, i el concepte de lloc. Aquesta definició és la més universal i clàssica que se solapa amb el concepte de Farmàcia Galènica (Galè va ser un metge romà del segle II expert a preparar medicaments). A partir del segle xx la gran preparadora de medicaments és la indústria farmacèutica i no ja tant els farmacèutics a nivell individual (per descomptat els farmacèutics coordinen i investiguen la formulació i preparació de medicaments en les grans empreses farmacèutiques). És a dir, si abans tot farmacèutic era galènic per definició, actualment ja no és així.
Avui dia, la farmàcia és una àrea de les ciències de la salut que estudia la procedència, naturalesa, propietats i tècniques de preparació de medicaments per al seu correcte aprofitament terapèutic així com l'efecte de l'organisme sobre els medicaments i el dels medicaments sobre l'organisme (és a dir, té un triple component químic-biològic-clínic). Recentment es considera també pràctica de la farmàcia aconsellar el pacient pel que fa a la seva medicació i assessorar els metges o altres professionals sobre els medicaments i la seva utilització (farmàcia clínica i atenció farmacèutica).
Els farmacèutics col·laboren amb els químics, els bioquímics i els farmacòlegs per descobrir i desenvolupar compostos químics (i biològics) amb valor terapèutic. A més, cada vegada amb més freqüència es demana consell a la comunitat de farmacèutics en matèria d'higiene i salut pública.

## Disciplines de la farmàcia
La farmàcia s'ha desenvolupat a partir de diverses ciències com la química orgànica, la bioquímica, la fisiologia, la botànica, la biologia cel·lular i la biologia molecular. En els seus orígens la pràctica mèdica i la farmacèutica estaven fusionades. Després es van separar i divergir. Actualment són complementàries, no s'entén una medicina sense farmàcia i no té sentit una farmàcia sense medicina. Així, la farmàcia és, en veritat, una reunió de múltiples disciplines de la ciència, i es pot dividir en dues branques principals: Ciències Farmacèutiques i Pràctica Farmacèutica.
- Ciències farmacèutiques
  - Farmacologia
    - Farmacodinàmia
    - Farmacocinètica
    - Farmacometria

  - Farmacogenètica i farmacogenòmica
  - Toxicologia
  - Química farmacèutica
    - Disseny molecular de fàrmacs
    - Síntesi química de fàrmacs
    - Anàlisi farmacèutica

  - Farmacognòsia
    - Fitoquímica
    - Etnobotànica farmacèutica o Etnofarmacologia

  - Farmàcia Galènica
    - Tecnologia farmacèutica o farmacotècnia 
      - Cosmetologia

    - Biofarmàcia i farmacocinètica
- Pràctica farmacèutica
  - Atenció farmacèutica i farmàcia clínica
    - Farmàcia Hospitalària
    - Farmàcia d'atenció primària, sobretot al Regne Unit i Espanya
    - Farmàcia comunitària o oficinal
    - Algunes activitats de l'Atenció farmacèutica i farmàcia clínica sobretot en la pràctica hospitalària i primària són: (Segons la Societat Espanyola de Farmàcia Hospitalària])[2]
      - Farmacovigilància i farmacoepidemiologia
      - Informació i avaluació de medicaments
      - Farmacocinètica clínica i monitoratge terapèutic
      - Suport nutricional (Nutrició parenteral)
      - Preparació i control de mescles intravenoses
      - Seguiment farmacoterapèutic
      - Educació sanitària al pacient

  - Anàlisis clíniques, sobretot a França i altres països europeus, inclosa Espanya

La farmacologia i toxicologia, en alguns entorns i potser per raons històriques, es consideren com a ciències separades de les ciències farmacèutiques, en qualsevol cas actualment són bàsiques en la formació dels graduats en farmàcia. Les facultats de Medicina solen tenir també programes de farmacologia a la formació dels seus graduats. La farmacologia clínica és, en alguns països (USA i Holanda són excepcions), una disciplina exclusiva per a graduats en Medicina, però la farmacocinètica clínica és una disciplina on els graduats en farmàcia en alguns casos han contribuït a la mateixa de forma important en termes acadèmics i en la seva aplicació industrial i en altres suposa una part de la pràctica habitual de la Farmàcia Hospitalària.
En els últims anys també es parla de l'ús de la teràpia gènica com una altra forma de remei contra moltes noves malalties per la qual cosa també cobra interès entre els farmacèutics tot el relacionat amb la Biotecnologia farmacèutica.
Contingut dels estudis de farmàcia a Espanya (directiva europea): 
El Reial decret 1464/1990, de 26 d'octubre estableix el títol universitari 
oficial de Llicenciat en Farmàcia i les directrius generals pròpies dels plans d'estudis conduents a la seva obtenció. Segons estableix el Reial Decret 1464/1990, les Directrius generals pròpies dels plans d'estudis conduents a l'obtenció del títol oficial de Llicenciat en Farmàcia són: 
- - Un coneixement adequat dels medicaments i de les substàncies utilitzades per a la fabricació d'aquests.
  - Un coneixement adequat de la tecnologia farmacèutica i del control físic, químic, biològic i microbiològic dels medicaments.
  - Un coneixement adequat del metabolisme i dels efectes dels medicaments i de l'acció dels tòxics, així com de la utilització d'aquells.
  - Un coneixement adequat que permeti avaluar les dades científiques relatives als medicaments per poder proporcionar, sobre aquesta base, informació apropiada.
  - Un coneixement adequat de les condicions legals i d'altres en matèria d'exercici de les activitats farmacèutiques.
  - Així mateix, es proporcionaran els coneixements de salut pública, educació sanitària i de les anàlisis clíniques, i relacionats amb la salut pública, necessaris en matèria d'exercici de les activitats farmacèutiques.

Un cop obtingut el títol de llicenciat o grau en Farmàcia (necessari per a escoles i exercir la professió de farmacèutic) hi ha vies de formació postgraduada com el títol de doctorat en qualsevol de les ciències farmacèutiques o biomèdiques que configuren la carrera, així com la formació especialitzada (a través del sistema MIR-FIR de residència en centres hospitalaris) en diverses àrees com farmàcia hospitalària, anàlisis clíniques, radiofarmàcia, farmàcia galènica i industrial (les dues primeres de quatre anys addicionals i les dues últimes de dos anys addicionals de residència). Així doncs, per exemple, un farmacèutic d'hospital, a Espanya ha cursat 9 anys i mig de formació teoricopràctica.

## Història breu de la farmàcia

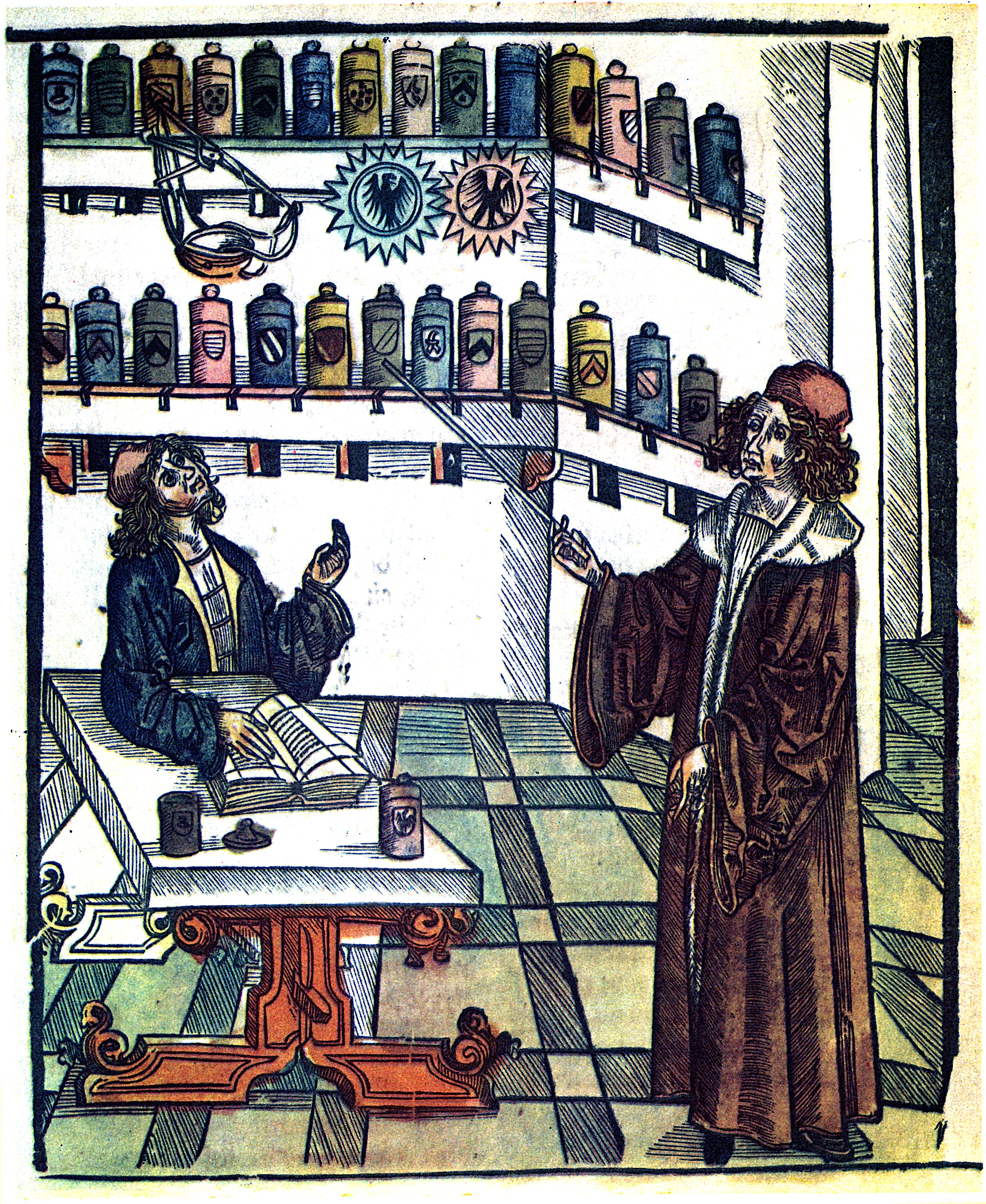
Metge i farmacèutic

En l'antiguitat, la farmàcia i la pràctica mèdica generalment estaven unides, a vegades sota la direcció de sacerdots, homes i dones, que assistien també als malalts mitjançant l'ús de ritus religiosos. En el món, moltes persones mantenen l'estreta associació entre els fàrmacs i la medicina amb la religió i la fe. La separació entre medicina i farmàcia es va fer per primera vegada al món islàmic (en el context de la medicina inani tibb) amb la primera escola de Farmàcia a Bagdad a principis del segle ix, estudiant-s'hi principalment botànica i química. Aquesta, es va estendre a Europa de forma gradual com a alquímia, que amb el temps va evolucionar cap a la química, a mesura que els metges van començar a abandonar les creences indemostrables en el món físic. Durant l'edat medieval a casa nostra l'ofici era conegut amb el nom d'apotecari o especier. En aquella època per obrir un establiment i poder preparar i vendre els seus remeis medicinals a la ciutat de Barcelona havien de complir diverses condicions que controlava rigorosament el Col·legi d'Apotecaris:
1. Demostrar la pròpia puresa de sang, és a dir no tenir ascendents (ni descendents) de la família que fossin jueus.
2. Superar un examen teòric.
3. Estar en pràctiques durant diversos anys (aquest foren finalment reduïts a només cinc a la fi del segle xv), després dels quals s'adquiria el títol de mestre apotecari.

Els cònsols d'aquesta institució nascuda el 1445 eren els responsables de reglamentar les normes per exercir la professió, aprovar la farmacopea local i elaborar els exàmens.
La farmàcia moderna comprèn remeis complexos que difereixen molt dels elixirs, beuratges, i pols descrites en la Farmacopea de Londres (1618) i en la Farmacopea de París (1639), provinents la majoria de preparats d'obres clàssiques (com De Materia Medica), obres àrabs i jueves com les d'Avicena o Maimònides i de les primeres farmacopees europees com Antiditarium Florentinum (1498) o les Concòrdies de Barcelona (1511).

### Seglexixa Espanya
La distinció entre el farmacèutic com a fabricant de medicaments i el metge com a terapeuta no es va començar a generalitzar fins ben avançat el segle xix. Ja en aquella època ambdós tenien una formació universitària reglada. De fet és llavors quan es popularitzen els termes farmacèutic i farmàcia (o oficina de farmàcia) en comptes d'apotecari i apotecaria. Moltes vegades els metges preparaven i prescrivien els medicaments; i igualment alguns farmacèutics feien ells mateixos les prescripcions a més de fabricar-ne grans volums per a la seua comercialització.
Amb l'aparició de les institucions modernes d'ensenyament mèdic com ara el Reial Col·legi de Farmàcia, la Facultat Reunida de Medicina i Cirurgia i l'Escola Especial de la Ciència de Guarir (precedents de l'actual Facultat de Farmàcia) els vells col·legis gremials passaren a ocupar-se només de tasques administratives de la professió.
Els farmacèutics en la primera meitat del segle xx que ensenyaven Farmàcia a les facultats solien tenir dobles llicenciatures: Farmàcia-Ciències Naturals (botànica), Farmàcia-Ciències Químiques (aquesta era la més freqüent per l'alt contingut de matèries comunes) tot i que també havien farmacèutics dedicats a la galènica. Aquests farmacèutics estudiar amb el pla de 1886 (que va durar 50 anys). La llicenciatura constava de cinc cursos: el preparatori que es cursava en una Facultat de Ciències i s'estudiava Ampliació de Física, Mineralogia i Botànica, Química general i Zoologia.
- Primer curs de Farmàcia .- Instruments i aparells de Física aplicats a la Farmàcia, Mineralogia Aplicada, i Zoologia Aplicada.
- Segon Curs de Farmàcia .- Botànica descriptiva i determinació de plantes medicinals, Química Inorgànica aplicada a Farmàcia.
- Tercer Curs de Farmàcia .- Matèria farmacèutica vegetal, i Química Orgànica aplicada a la Farmàcia.
- Quart Curs de Farmàcia .- Anàlisi Química i en particular dels aliments, medicaments i verins, i Farmàcia pràctica o galènica, Legislació relativa a la Farmàcia, i Pràctiques de Matèria animal, mineral i vegetal.
- Curs de Doctorat .- S'estudiava Química biològica amb la seva anàlisi, i Història crítica de la Farmàcia i Bibliografia farmacèutica.[6]

Era obligatori fer pràctiques i per al doctorat defensar una tesi d'investigació.
Els farmacèutics de 1890 estaven perfectament informats de tots els esdeveniments que van revolucionar a la ciència de la Farmàcia (l'avanç de la Química i l'aparició de la medicina preventiva) amb les aportacions de científics com Edward Jenner (pare de la microbiologia i Immunologia que va viure al segle xix), Louis Pasteur (que va generalitzar els experiments de Jenner sobre la vacunació). Químics rellevants com Claude Louis Berthollet (n. 1748, metge que es va dedicar a la Química), Antoine Lavoisier (va ordenar la Química perquè pogués desenvolupar posteriorment), John Dalton i Jöns Jacob Berzelius (les dues grans figures de la Química Moderna) i l'avançat a la seva època Dimitri Ivanovitx Mendeleiev (autor del sistema periòdic natural dels elements químics, la taula periòdica que segueix vigent en els nostres dies).
El 1890 el farmacèutic avançat té darrere del taulell, no una rebotiga amable i acollidora, capaç d'albergar agradables tertúlies més o menys científiques, sinó un autèntic laboratori químic-farmacèutic on pot amb tota solvència preparar nous medicaments. Altres farmacèutics se surten de l'oficina de farmàcia per crear laboratoris independents. Posteriorment serà la indústria farmacèutica la que prepari els nous medicaments relegant l'activitat galènica dels farmacèutics d'oficina de farmàcia a una important decadència durant el segle xx.
La química era fonamentalment química orgànica aplicada a la Farmàcia (Química farmacèutica) i la botànica era una farmacognòsia i fitoquímica. Va tenir un gran impuls la Química Biològica per diversos farmacèutics que van ser pioners en incorporar-la i desenvolupar-la en els seus plans d'estudis com a curs obligatori de doctorat (abans que els químics, biòlegs i fins i tot metges). A l'Espanya de la II República la Bioquímica va ser protagonitzada i impulsada per farmacèutics i metges espanyols (fins i tot a nivell mundial).

### Segle XX a espanya
En la primera meitat del segle xx els farmacèutics espanyols van arribar a assolir nivells molt elevats en camps com la botànica i la Farmacognòsia, la Bioquímica i la Nutrició, la Química Orgànica i la Farmàcia Galènica. El màxim interès per als farmacèutics espanyols va ser sens dubte la Química Biològica (Bioquímica) on van ser líders en la seva implantació en els plans d'estudi de Farmàcia (i més tard de Ciències Químiques, Naturals i Medicina). No obstant això, el cop d'estat militar i la posterior guerra civil espanyola (1936-1939) van truncar amb les possibilitats de desenvolupament de la Farmàcia Espanyola. Molts dels farmacèutics exiliats van contribuir a millorar el nivell científic farmacèutic de no pocs països llatinoamericans.
Els farmacèutics espanyols no es van interessar massa, durant la primera meitat del segle xx, per disciplines com la Farmacologia Experimental, que de fet era incipient en aquella època. La farmacologia sí que va ser una disciplina que va tenir un gran desenvolupament juntament amb la fisiologia a les facultats de Medicina. Va ser decisiu l'impuls que li va donar a la mateixa senyor Teófilo Hernando Ortega (n. 1881, Torreadrada, Segòvia) catedràtic de terapèutica de la facultat de Medicina de Madrid i Juan Negrín, fisiòleg de prestigi i personatge polític de la II república i la guerra civil. Diversos metges farmacòlegs brillants es van haver d'exiliar a altres països (Estats Units, Mèxic pej.) Es considera a Teófilo Hernando el pare de la Farmacologia clínica espanyola. Es va exiliar a França però va tornar a Espanya per exercir la medicina clínica encara que mai va tornar a exercir la docència.
La farmàcia espanyola no començaria a recuperar-se fins ben entrada la dècada dels 1960, bé per l'exili exterior o l'interior dels seus protagonistes.
El 1919 es va regular la venda de les especialitats farmacèutiques i cinc anys més tard es va decidir desregulades. Això va provocar forts enfrontaments entre detractors i defensors que l'oficina de farmàcia era l'única adequada per vendre medicaments. Aquest debat s'ha reobert en l'actualitat.
La indústria farmacèutica espanyola, al final del segle xix i principi del segle xx probablement a causa de la decadència econòmica i social no va poder recuperar el terreny perdut que altres països havien guanyat (França, Alemanya, Anglaterra) amb el desenvolupament d'una potent indústria farmacèutica. L'únic laboratori de la postguerra civil que tenia un bon nivell científic i empresarial era l'Institut de Biologia i Serumteràpia (IBYS). Durant l'època franquista Espanya era un mercat amb moltes possibilitats d'expansió per a la indústria farmacèutica internacional i nacional però el nacionalisme imperant propugnar una expropiació, en els anys 1950, de les grans multinacionals alemanyes existents al país abans la guerra civil. Van sorgir d'aquesta manera CEPA, Explosius i Cros, i l'Institut Espanyol de Farmacologia (IEF) vinculat a l'acabat de crear Consell Superior d'Investigacions Científiques (CSIC). Aquesta estratègia no va donar resultat científic ni empresarial, excepte l'impuls acadèmic de l'IEF en l'àmbit de la fisiologia. La manca d'inversió en recerca i les polítiques entre multinacionals i la patronal (Farmaindústria, recentment creat) i l'Administració Espanyola van convertir Espanya en un mercat per comercialitzar medicaments però en detriment de tot indici de recerca científica i farmacèutica. Els anys 1950-1.970 són més aviat anèmics pel que fa a ciència farmacèutica es refereix (amb la possible excepció dels farmacèutics dedicats a la química, ja que durant la primera meitat del segle xx hi havia una excel·lent escola de químics espanyols, destaquen noms com Enrique Gutiérrez Ríos i Manuel Lora-Tamayo). Posteriorment, Farmaindústria si donaria suport el desenvolupament i la investigació de les grans multinacionals a Espanya (la indústria és molt sensible a l'entorn regulador i s'adapta ràpidament). Tant les grans empreses farmacèutiques (aquesta època és la de major esplendor de les multinacionals com a centres de producció massiva de medicaments) com les nacionals (originades en la seva majoria per farmacèutics emprenedors) empraven a farmacèutics com a responsables de la producció i desenvolupament de medicaments. L'oficina de farmàcia passa a convertir-se en un petit comerç on prima la venda de productes sobre l'activitat professional del farmacèutic. Això ha arribat a evidenciar una desproporció enorme entre la capacitació i formació científica del farmacèutic i la seva activitat oficinal.
El 1944 hi va haver una reestructuració dels plans d'estudi de Farmàcia donant lloc a un pla de sis anys (igual que els llicenciats en Medicina) encara que després el 1965 va tornar a ser de cinc anys. Es consolidava una carrera amb una sòlida base científica (s'introdueix l'assignatura de Química Farmacèutica separada de la Química Orgànica de primers cursos). Davant aquesta situació de crisi professional de la Farmàcia les escoles oficials de farmacèutics exercir i exerceixen una pressió en aconseguir que l'oficina de farmàcia sigui considerada com un element clau en la cadena de valor del medicament.
L'any 1973 s'introdueix la Farmacologia (es deia Farmacodinàmia) i la Biofarmàcia i Farmacocinètica (en algunes facultats es donava en lloc o amb el nom de Farmàcia Galènica Especial) en el pla d'estudis de Farmàcia. No obstant això, durant la dècada dels 60 un nodrit grup de farmacèutics s'especialitzen en farmacologia (destaquen noms com Joaquín del Río, José Antonio Naranjo, Francisco Zaragozá i altres) que han desenvolupat fructíferes carreres científiques en institucions vinculades al CSIC o la Universitat en l'àrea de la Farmacologia. D'altra banda, diversos professors de Farmàcia es converteixen en líders acadèmics dels ensenyaments de la Farmacocinètica i Biofarmàcia (Jose María Pla Delfina, José Doménech Berrozpe, Rafael Cadórniga, etc.). Es posen les bases per al desenvolupament científic de la Farmàcia Hospitalària i la Farmàcia Clínica. Un farmacèutic que va tenir gran influència política en el desenvolupament de la Farmàcia durant la democràcia va ser Juan Manuel Reol Tejada (va ser el primer director general de Farmàcia del Ministeri de Sanitat en un govern democràtic i farmacèutic molt actiu en la Reial Acadèmia de Farmàcia i membre del Club de Roma). Un dels grans impulsors de la Farmàcia Clínica en els Hospitals va ser Joaquím Bonal (que va ser Cap del Servei de Farmàcia de l'Hospital Sant Pau i Santa Creu de Barcelona i director general de Farmàcia i Productes Sanitaris). Distingits professors de Farmàcia i Tecnologia Farmacèutica (nom actual dels departaments de Farmàcia Galènica) com ara Alfonso Domínguez Gil Hurlé lideren l'aplicació de la farmacocinètica i biofarmàcia a la pràctica de la Farmàcia Hospitalària, dotant d'alt contingut científic la pràctica d'aquesta. Els farmacèutics entraven de ple en àrees de la Farmacologia fins llavors poc explorades per ells.
Posteriorment, en la dècada dels 80-90, s'ha regulat més el caràcter assistencial del farmacèutic d'oficina de farmàcia i avui en dia ha aconseguit uns estàndards acceptables, en part pel desenvolupament de l'Atenció Farmacèutica en l'àmbit de la Farmàcia Hospitalària. La Farmàcia Hospitalària representaria a partir de la dècada dels setanta, quan es va generalitzar la presència de Serveis de Farmàcia en els hospitals espanyols, un enorme empenta qualitatiu a l'activitat professional del farmacèutic desenvolupant les seves vessants més sanitàries com la informació de medicaments, l'educació al pacient, la farmacovigilància, el monitoratge de nivells plasmàtics de fàrmacs (aplicació de la farmacocinètica que s'estudiava de forma generalitzada a les facultats de Farmàcia) i la seva potent influència en la racionalització del consum de medicaments en l'àmbit hospitalari a través de la selecció de fàrmacs i la compra directa d'ells per part dels hospitals (estalviant-se el sistema sanitari el marge de distribuïdors i d'oficines de farmàcia, i no pagant res el pacient pels medicaments hospitalaris). La Farmàcia clínica és reconeguda com la principal activitat dels serveis de farmàcia hospitalària i s'adapta cap a l'Atenció Farmacèutica que s'implantaria en les actuals oficines de farmàcia. La Societat Espanyola de Farmàcia Hospitalària (SEFH) exerceix una forta influència en la política farmacèutica en les últimes dècades del segle xx incrementant la qualitat de la farmacoteràpia i arribant a cotes insospitades, unes dècades abans, d'ús racional dels mateixos en els hospitals espanyols.
De forma complementària, la clàssica Farmàcia Galènica (amb un alt contingut de Biofarmàcia i Farmacocinètica) recupera un protagonisme especial a finals del segle xx com a necessitat de trobar noves formes farmacèutiques capaços d'administrar les noves teràpies biològiques (proteïnes, gens, cèl·lules, etc.).
Cap a finals del segle xx diversos farmacèutics despunten en àrees relacionades com la Bioquímica i Biologia Molecular (Joan Massagué, Julio Rodriguez Villanueva), la Microbiologia (Rafael Sentandreu, César Nombela), la Biologia cel·lular (Joan Carlos Izpisúa) entre d'altres i en la Política Sanitària (Federico Mayor Zaragoza).
Tant en àrees biomèdiques relacionades com la Bioquímica, la Biologia Cel·lular, la Biologia Molecular i la Microbiologia (on la carrera de Farmàcia, sobretot a partir dels anys 70 prepara ben als farmacèutics) com en les Ciència i Pràctica Farmacèutiques (la Farmacologia, la Biofarmàcia i Farmacocinètica, la Tecnologia Farmacèutica i la Farmàcia clínica) un nodrit grup de farmacèutics assoleixen nivells professionals molt destacats.
Encara queden àrees de millora (per exemple una correcta planificació d'estudiants a les facultats i encara més gran desenvolupament de l'Atenció Farmacèutica a l'oficina de farmàcia i altres àmbits, així com una més clara estratègia i objectius de les Facultats de Farmàcia), a finals del segle xx la Farmàcia a Espanya s'acosta a la medicina des d'una especialització profunda i científica en totes les ciències farmacèutiques (inclosa la farmacologia) amb múltiples i interessants camps d'aplicació pràctica professional (Hospitals, Atenció Primària, Administració Sanitària, Indústria Farmacèutica, Centres de Recerca i Docència Universitària a més de l'Oficina de Farmàcia).

## Oficina de farmàcia

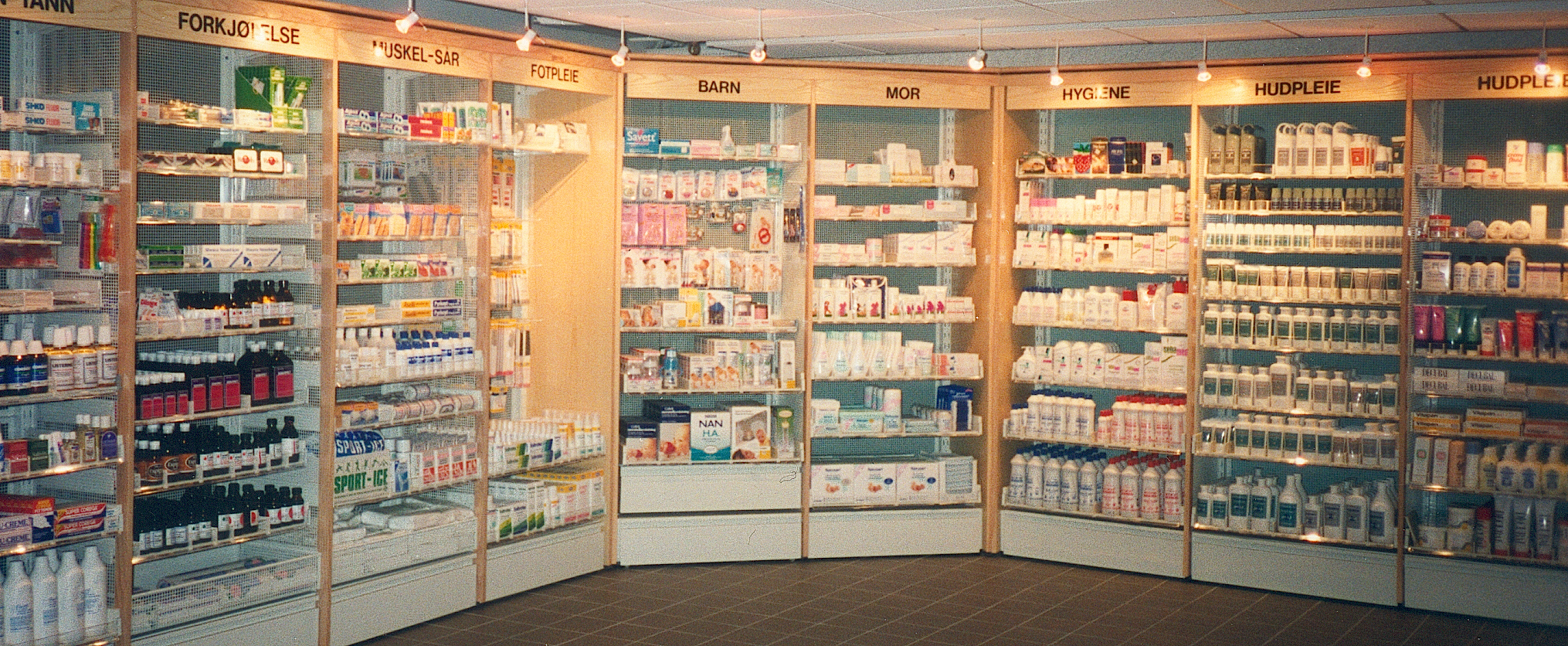
Prestatgeries d'una oficina de farmàcia

L'oficina de farmàcia és el lloc o establiment on un farmacèutic exerceix la farmàcia, o sia, proporciona servei de salut a un pacient oferint consell, dispensant medicaments fruit d'aquest consell o per recepta del metge i altres productes de parafarmàcia com productes sanitaris, de cosmètica, aliments especials, productes d'higiene personal, etc. Popularment a l'oficina de farmàcia se li sol anomenar simplement farmàcia i tradicionalment se li anomena apotecaria. Una oficina de farmàcia pot albergar un laboratori d'anàlisis clíniques o un de fabricació de productes medicinals mitjançant les fórmules magistrals.

## Serveis de Farmàcia Hospitalària
Els serveis de farmàcia hospitalària, a Espanya, són, per llei, serveis generals clínics. Les seves funcions van ser descrites per la legislació. jeràrquicament solen dependre de la direcció mèdica de l'hospital de la mateixa manera que els serveis d'Anàlisis Clíniques, Microbiologia o Medicina Nuclear entre d'altres. En resum, són responsables de l'adquisició, conservació, dispensació i elaboració de medicaments així com de la selecció i avaluació de medicaments, la informació farmacoterapèutica, les activitats de farmacocinètica clínica, de farmacovigilància, el control de productes en fase d'investigació clínica i la realització d'estudis d'utilització de medicaments. Són responsables de coordinar les comissions de farmàcia i terapèutica dels hospitals i d'elaborar i mantenir les guies o formularis farmacoterapèutics. És a dir, compleixen funcions de gestió, logístiques, i clíniques tant amb finalitats assistencials, docents com de recerca.
Recentment destaca la seva involucració en el seguiment i control de tractaments farmacològics tant de pacients hospitalitzats com ambulatoris (atenció farmacèutica), l'elaboració i control de preparacions parenterals (antineoplàsics, antibiòtics i nutrició parenteral) i l'automatització dels processos de dispensació individualitzada dels medicaments als pacients ingressats (distribució en dosis unitàries).

### Personal dels serveis de farmàcia hospitalària
Per treballar en els serveis de farmàcia hospitalària, a Espanya i en molts països europeus, s'exigeix al llicenciat en farmàcia a més un postgrau que és el títol d'especialista en farmàcia hospitalària. Aquest títol oficial s'aconsegueix superant una prova nacional de selecció per triar hospital i quatre anys de residència remunerat (és conegut com el FIR, farmacèutic intern resident). Durant els quatre anys de residència el farmacèutic adquireix tots els coneixements i habilitats per exercir l'especialitat (és un període de formació però exercint la professió igual que els metges especialistes). A Espanya el sistema MIR-FIR va sorgir com a adaptació del sistema americà de formació de metges en els anys 60-70 i un dels hospitals pioners va ser l'Hospital Marqués de Valdecilla de Santander. Avui dia ningú no dubta de les bondats d'aquest sistema de formació per la seva qualitat i la seva excel·lència.
Hi ha farmacèutics especialistes en farmàcia hospitalària que a més han aconseguit diplomes acreditatius de superespecialitzat en Oncologia farmacèutica, Farmacocinètica Clínica, Farmacoeconomia i Nutrició Parenteral i Enteral (no oficials a Espanya però avalats per institucions acadèmiques nord-americanes i espanyoles). A més, molts farmacèutics especialistes treballen a temps complet en activitats com farmacocinètica clínica, atenció farmacèutica en diferents especialitats mèdiques, seguiment nutricional, informació i documentació farmacoterapèutica, farmacovigilància i farmacoepidemiologia, i educació i informació a pacients ambulatoris entre d'altres.
En un servei de farmàcia d'un hospital de nivell terciari d'unes 600 llits, típicament hi ha uns 5-6 farmacèutics especialistes i uns 4/8 farmacèutics residents. A més, sol haver estudiants de 5è de farmàcia realitzant la seva estada de pràctiques tutelades. A part de tècnics i/o infermers i personal auxiliar. En alguns grans hospitals (més de 1.500 llits) el nombre de farmacèutics especialistes pot ser al voltant de 15.

## Simbologia farmacèutica
La farmàcia està representada per molts símbols. Els més comuns a Espanya o França són la copa d'Higiea i la creu grega verda o la creu platejada, aquest últim especialment als llums de les oficines de farmàcia. També existeixen altres com el morter i el picamà (molt usat als EUA), el caràcter de recepta, ℞(recipere), mesures còniques, caduceus, vares d'Esculapi o una A vermella estilitzada en el cas d'Alemanya.

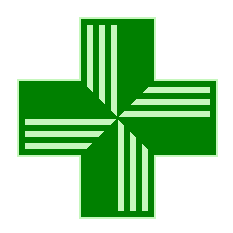
Creu grega verda
Morter i picamà
Símbol de recepta
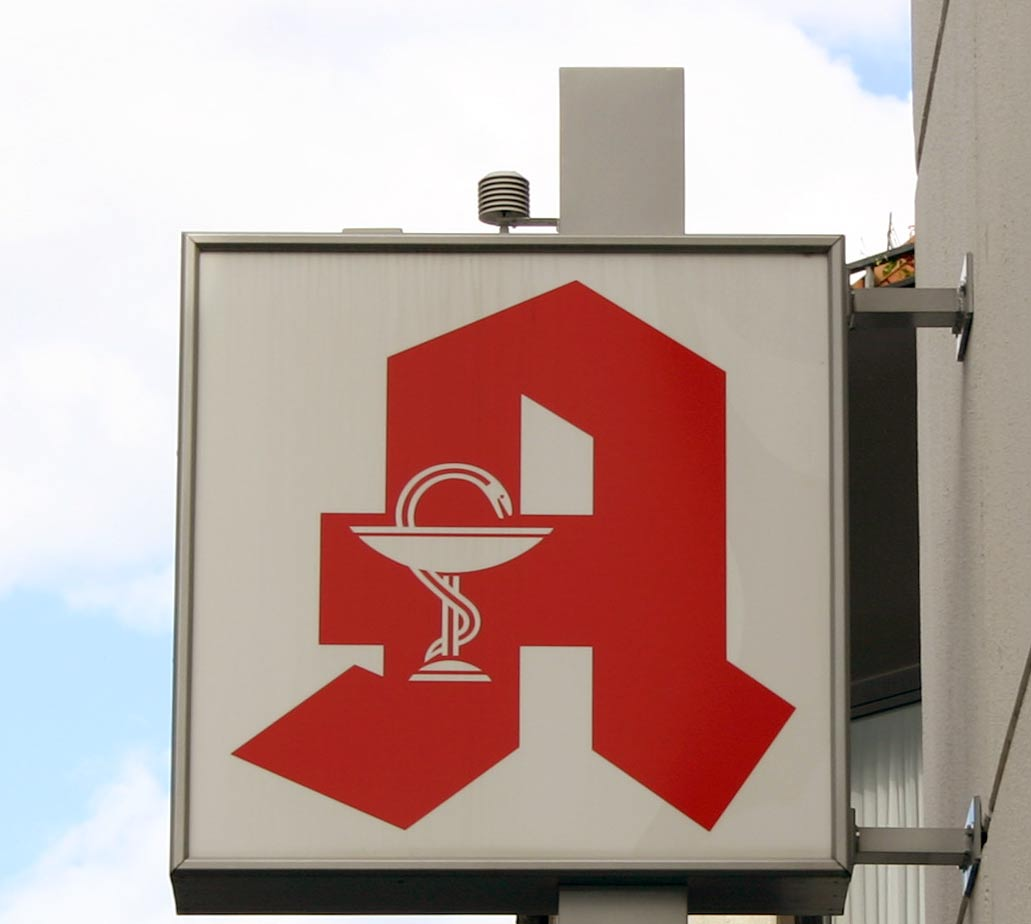
"A" estilitzada vermella alemanya
Caduceu, també emprat en la farmàcia
Vara d'Esculapi, també emprat en la farmàcia
Creu amb pates verda

## Simbologia de les farmàcies en línia
La venda de productes de farmàcia per internet és exclusiva de farmàcies autoritzades pels seus corresponents governs. Així doncs només les que presentin el logotip que ens porta a la pàgina del govern corresponent que autoritza la venda dels seus productes seran legals. En aquesta pàgina de l'administració hi ha de constar la direcció fiscal, la direcció del lloc web i la llicència de farmacèutic de l'autoritzat. No et fiïs mai de noms de domini similars als mostrats al lloc web oficial governamental, ja que poden ser una autèntica estafa de suplantació d'identitat.

## Farmacèutics espanyols
- Farmacèutics dedicats a la Botànica: 
  - Pius Font i Quer (n. Lleida, 1988) professor de Botànica de la Universitat de Barcelona, farmacèutic que va ser director de l'Institut Botànic al Museu de Ciències Naturals de Barcelona, va patir va exiliar interior després de la postguerra civil i va produir gran part de la seva obra estant empresonat. En sortir va romandre a Espanya.
  - José Cuatrecasas Arumí (n. 1903, Camprodon, Girona) amb una sòlida formació alemanya, i que va ser professor de farmàcia pràctica (farmàcia galènica). Va realitzar una immensa tasca científica a l'exili i abans de la guerra va ser director del Jardí Botànic de Madrid. Durant la guerra civil (1936-1939) va ser farmacèutic cap de l'Hospital de sang instal·lat al casino de Madrid per la república.
  - Alberto Chalmera Tomàs que juntament amb l'anterior va modernitzar els ensenyaments a la Facultat de Farmàcia de Madrid.
  - Alfredo Carabot de Porras, professor ajudant de matèria farmacèutica vegetal (farmacognòsia) molt orientat a la fitoquímica que va acabar exiliant-se a Cuba i Veneçuela on va ser professor de botànica i farmacognòsia a la faculta de farmàcia de la Universitat dels Andes a Mérida, Veneçuela.
  - Joan Solé i Pla (n. 1.874 Barcelona) que es va exiliar a Colòmbia el 1939 on va ser director del laboratori de fisiologia i professor de botànica a l'Escola de Farmàcia de Barranquilla.

- Farmacèutics dedicats a la Bioquímica i Aliments: 
  - José Giral Pereira (n. 1879, Santiago de Cuba) el 1936 era catedràtic de Química Biològica (Bioquímica) a la facultat de Farmàcia de Madrid. Una assignatura obligatòria per al doctorat en Farmàcia i, a més optativa per al doctorat en Ciències Químiques, Ciències Naturals i Medicina. Va tenir una intensa activitat acadèmica i política al costat de Manuel Azaña durant la II República espanyola. Es va formar en química orgànica a París. Va realitzar una fructífera carrera a Mèxic.
  - Faustino Cordón, (n. 1909, Madrid) es va llicenciar en Farmàcia i causa de la guerra civil va haver de deixar els estudis de doctorat, va ser empresonat després de la guerra civil, però els reprendria durant la dictadura. Es va doctorar en bioquímica. Treball de farmacèutic en empreses farmacèutiques espanyoles de renom en àrees com la immunologia i va dirigir l'Institut de Biologia Aplicada de Madrid des dels 70. Va ser un pensador de la Biologia Evolucionista.

- Farmacèutics dedicats a la Química: 
  - Antonio Madinaveitia Tabuyo, (n. 1890, Madrid), de formació química molt sòlida, va ser alumne de Richard Willstätter (premi nobel de química 1915) a Zuric i Berlín. Va estudiar enginyeria química a Zurich i Farmàcia a la Universitat de Barcelona on es va doctorar en Química Biològica (tots els doctorats en farmàcia en aquella època ho eren en Química Biològica). Va ser catedràtic de química orgànica farmacèutica de la facultat de Farmàcia de la Universitat de Madrid. Va ser director del laboratori de química de la Residència d'Estudiants. Es va exiliar a Mèxic on va fundar l'Institut de Química de la UNAM.
  - Francisco Giral González, (n. 1911, Salamanca). Catedràtic de química orgànica farmacèutica de la Universitat de Santiago de Compostel·la el 1936. Era llicenciat i doctor en Farmàcia i en Química. Format amb Antonio Madinaveitia Tabuyo i pel seu propi pare José Giral Pereria, es va acabar formant-se a Alemanya sota la tutela del que va ser premi nobel de química Richard Kuhn. Es va exiliar a Mèxic. Va iniciar la càtedra de química heterocíclica que va començar a funcionar a la carrera de Química-Farmàcia-Biològica (equivalent a Farmàcia). Va innovar en aspectes acadèmics com el seminari inter-facultatiu de medicaments reunint-se els grups de Química Farmacèutica (Farmàcia) amb els de Farmacologia (Medicina) donant excel·lents resultats tant docents com de recerca.
  - José Vázquez Sánchez (n. 1902, Benaguasil, València), va ser un farmacèutic integral que va destacar tant en Química Orgànica Farmacèutica com en Botànica (va ser professor ajudant d'Antonio Medinaveitia Tabuyo).
  - Joan Medinaveitia Jungerson (n. 1929, Madrid), va ser ajudant del seu pare i a l'exili es va formar a Anglaterra. Va tenir una brillant carrera a la poderosa indústria farmacèutica britànica. Investigar sobre la hialuronidasa.
  - Enrique Moles Ormella (n. 1883, Gràcia, Barcelona) va ser doctor en Farmàcia que es va dedicar a la Química Inorgànica i la Química-Física. Es va formar amb premi nobel W. Ostwald a Alemanya ia Suïssa. Va ser catedràtic de Química Inorgànica de la Facultat de Ciències de la Universitat de Madrid i director de l'Institut Nacional de Física i Química. La seva producció científica va ser excel·lent. Empresonat en intentar tornar a Espanya després de la guerra civil va ser condemnat a mort i després a cadena perpètua d'on va sortir en llibertat el 1943. Es va refugiar en la indústria farmacèutica (laboratoris IBYS) com a assessor tècnic de la secció de Química Farmacèutica fins a la seva mort.

- Farmacèutics dedicats a la Farmàcia Galènica: 
  - Cesar Pi Sunyer Bayo (n. 1905, Roses, Girona), estudi Farmàcia i es va especialitzar en bioquímica a Alemanya. Es va exiliar a Mèxic. Va treballar en laboratoris farmacèutics en farmàcia galènica. No va poder treballar amb el seu pare, August Pi i Sunyer al prestigiós Institut de Fisiologia de la Facultat de Medicina de la Universitat de Barcelona a causa de la guerra civil.
  - Francesc Carreras Reure (n. 1896, Maó, Menorca). Va ser representant espanyol de la comissió consultiva d'opi i altres drogues en la societat de nacions de Ginebra. Es va exiliar a Colòmbia on va participar en l'intent dels farmacèutics republicans espanyols de controlar el problema de la coca a nivell mundial. En aquell moment era incipient i després adquiriria dimensions catastròfiques, encara sense solució.
  - Julio Colom Manrique, va ser un alt càrrec a la Farmàcia Militar republicana. Es va exiliar a Mèxic. Actiu col·laborador del diccionari UTEHA.
  - Miquel de Garganta i Fàbrega (n. 1903, Olot, Girona). Farmacèutic de l'Hospital Militar de Vallcarca, Barcelona. Es va exiliar a Colòmbia.
  - Ricardo Martín Serra, (n. 1907, Figueres, Girona) va ser un farmacèutic militar durant la guerra civil que va emigrar a la República Dominicana on va treballar en temes de farmàcia galènica.
  - Joan Xirau i Palau, (n. 1903, Figueres, Girona), farmacèutic professor de l'Escola Politècnica de Figueres. Després de l'exili va ser a Mèxic on va treballar en laboratoris farmacèutics com galènic.
  - Antonio Madinaveitia Jungerson, (Madrid, 1913). Farmacèutic graduat a Madrid es va traslladar a Mèxic el 1939 i va treballar com galènic en laboratoris mexicans i suïssos.
  - José Garreta Sabadell, farmacèutic català acollit com a professor de la Universitat de Panamà.
  - Ceferino Sánchez, va créixer a Cartagena i li va reclamar el seu pare a l'exili a Panamà. Es va formar a la facultat de farmàcia de Panamà i es va especialitzar en Estats Units en Farmacologia. Va fer una gran tasca docent i investigadora a la Facultat de Farmàcia de Panamà. És sens dubte un cas singular.

## Col·legis Oficials de Farmacèutics als Països Catalans
- (castellà) Col·legi Oficial de Farmacèutics de la Província d'Alacant
- Col·legi Oficial de Farmacèutics de la Província de Barcelona Arxivat 2009-04-27 a Wayback Machine.
- (castellà) Col·legi Oficial de Farmacèutics de la Província de Castelló Arxivat 2005-10-01 a Wayback Machine.
- Col·legi Oficial de Farmacèutics de la Província de Girona[Enllaç no actiu]
- Col·legi Oficial de Farmacèutics de les Illes Balears Arxivat 2005-12-10 a Wayback Machine.
- Col·legi Oficial de Farmacèutics de la Província de Lleida Arxivat 2005-10-25 a Wayback Machine.
- Col·legi Oficial de Farmacèutics de la Província de Tarragona
- (castellà) Col·legi Oficial de Farmacèutics de la Província de València Entrar en MICOF.
- (francès) Conseil de l'Ordre des pharmaciens de la région Languedoc-Roussillon - Consell del Col·legi Nacional de Farmacèutics de França del Llenguadoc-Rosselló Arxivat 2005-10-16 a Wayback Machine.
- A Andorra hi ha Col·legi de Farmacèutics però no té pàgina Web